# The Datsuns
The Datsuns is een Nieuw-Zeelandse rockband.

## Geschiedenis
De groep werd in 1995 opgericht onder de naam Trinket. In 2000 veranderden de bandleden de naam in The Datsuns. Nadat zij diverse malen in een radioprogramma van de bekende Britse diskjockey John Peel te horen waren geweest, ging de groep in 2002 in zee met het platenlabel V2. Inmiddels heeft de band zes albums uitgebracht, waarvan het tweede werd geproduceerd door John Paul Jones van Led Zeppelin. De band speelt garagerock, met invloeden van The Kinks en The White Stripes. De band staat bekend om zijn energieke liveshows.

## Discografie

### Albums
- The Datsuns (2002)
- Outta Sight, Outta Mind (2004)
- Smoke & Mirrors (2006)
- Headstunts (2008)
- Death Rattle Boogie (2012)
- Deep Sleep (2014)

### Ep's
- Stuck Here for Days (2006)